# おひるねっとステーション
『おひるねっと ステーション』は、2000年5月1日から2008年3月28日までエフエム滋賀 (E-radio → e-radio) で放送されていたラジオ番組。
ランチタイムに聴いてくれたリスナーに、午後からの活力を貯えてもらうことをコンセプトにした平日昼の帯番組である。
番組は月曜から金曜の週5日間毎日放送されていたが、金曜放送分のみ他の曜日と違って単独番組としては放送されず、7時台から14時台まで放送の長時間生ワイド番組『湖岸通り77番地』内で放送されていた。その関係から、金曜放送分には『コガナナおひるねっとステーション』という独自のタイトルが付けられていた。さらには、月曜 - 木曜放送分とは担当パーソナリティも異なれば実施企画も異なるなど、タイトルだけでない差別化が図られていた。月曜 - 木曜放送分は一足早く2006年9月28日に終了したが、金曜の『コガナナ』は『湖岸通り77番地』自体が終了するまで続けられた。
スポンサーに関しては週5日間共通で、全日しがぎん経済文化センターの一社提供で放送されていた。
月曜 - 木曜放送分の番組タイトルは、『おひるねっと ステーション』と間にスペースを入れるのが正式な表記であった。しかし表記には揺れがあり、e-radio公式サイト内においても本項の記事名のように間のスペースを省いた記述が見受けられた。

## 放送時間
いずれも日本標準時。
2003年3月までの放送時間は一律12:00 - 12:55であったが、同年4月の番組リニューアルで月曜 - 木曜放送分のみが30分拡大。コーナーが一新され、さらに「どっち？Which？サンドウィッチ！」と「ラン・ラン・Luncheck!」の2コーナーが追加された。
金曜の『コガナナ』に関しては4月の番組リニューアル以後も変化がなく、放送時間もコーナーも3月以前のままであった。

### おひるねっと ステーション
- 月曜 - 木曜 12:00 - 12:55（2000年5月1日 - 2003年3月31日）
- 月曜 - 木曜 11:30 - 12:55（2003年4月1日 - 2006年9月28日）

### コガナナおひるねっとステーション
- 金曜 12:00 - 12:55（2000年5月5日  - 2008年3月28日）

## パーソナリティ
金曜の『コガナナ』担当パーソナリティは、いずれも『湖岸通り77番地』との兼務で出演。

### おひるねっと ステーション
- 松尾明子

### コガナナおひるねっとステーション
- 豊田一美
- 寺立知可 - 2000年9月まで出演。
- 中野栄美子 - 寺立に替わって2000年10月から出演。